# الإخوة كارامازوف (مسلسل)
الإخوة كارامازوف (باليابانية: カラマーゾフの兄弟) (بالروماجي: Karamazov no Kyodai) هو مسلسل تشويق ودراما يابانية مقتبس من رواية الإخوة كارامازوف للكاتب الروسي فيودور دوستويفسكي لكن تم تغيير زمن الأحداث إلى العصر الحديث والمكان إلى اليابان، عرضت الدراما في 12 يناير 2013 إلى 23 مارس 2013 على قناة تلفزيون فوجي اليابانية.

## القصة
تدور القصة حول ثلاثة أخوة كل منهم لديه شخصية فريدة يسطير عليهم أب عديم الرحمة يحاول دائماً اذلالهم، بانزو كوراساوا لديه ثلاثة أبناء، اكبرهم ميتسورو، ابنه من زوجته الأولى شيوري وهو عاطل عن العمل وفاشل في حياته يعيش مع حبيبته ايندو كانوكو والتي تربطها صداقة من أيام الدراسة مع الابن الثاني إيساوا الذي استطاع ان يكمل دراسته بتفوق واصبح محامي يعمل في شركة محاماة في طوكيو، أما الابن الثالث ريو، فهو طالب في المرحلة الرابعة من دراسة الطب النفسي ويعيش في مهجع قرب بلدته الام. في يوم ما، يُعثر على بانزو ميتاً في سريره في ظروف غامضة توجه الشرطة اصابع الاتهام إلى الاخوة الثلاثة، المحقق الصارم يعرف دوافع كل منهم في قتل والده والتي بدات بالظهور عند اجتماع عائلة كوراساوا قبل اسبوعين من مقتل بانزو.

## الممثلون
- هاياتو إيتشهارا بدور الابن الثاني إيساوا.
- تاکومي سایتو بدور الابن الأكبر ميتسورو.
- كينتو هاياشي بدور الابن الثالث ريو.
- رين تاكاناشي بدور ايندو كانوكو.

## نسب المشاهدة
| الحلقة                  | تاريخ البث | عنوان الحلقة              | سيناريو    | انتاج             | نسب المشاهدة |
| ----------------------- | ---------- | ------------------------- | ---------- | ----------------- | ------------ |
| 1                       | 2013-1-12  | 〜汚れた血族〜            | 旺季志ずか | جونيتشي تسوزوكي   | 7.4%         |
| 2                       | 2013-1-19  | 〜次男・勲 侵された魂〜   | 旺季志ずか | جونيتشي تسوزوكي   | 7.3%         |
| 3                       | 2013-1-26  | 〜長男・満 棄てられた犬〜 | 旺季志ずか | ساتو جينتا        | 8.5%         |
| 4                       | 2013-2-2   | 〜三男・涼 奪われた我〜   | 旺季志ずか | موراكامي ماسانوري | 6.4%         |
| 5                       | 2013-2-9   | 〜剥がれる仮面〜          | آية تاكي   | جونيتشي تسوزوكي   | 6.3%         |
| 6                       | 2013-2-16  | 〜死を刻む砂音〜          | آية تاكي   | ساتو جينتا        | 6.5%         |
| 7                       | 2013-2-23  | 〜黒く潰された空白〜      | 旺季志ずか | موراكامي ماسانوري | 5.0%         |
| 8                       | 2013-3-2   | 〜断ち切れない鎖〜        | 旺季志ずか | جونيتشي تسوزوكي   | 5.6%         |
| 9                       | 2013-3-9   | 〜引き裂かれた果てに〜    | 旺季志ずか | ساتو جينتا        | 4.4%         |
| 10                      | 2013-3-16  | 〜顔の無い仔〜            | آية تاكي   | موراكامي ماسانوري | 5.1%         |
| 11                      | 2013-3-23  | 〜真実の色〜              | 旺季志ずか | جونيتشي تسوزوكي   | 6.3%         |
| متوسط نسب المشاهدة 6.3% |            |                           |            |                   |              |

## الموسيقى والاغاني
- The Rolling Stones - Paint It,Black [1]
- كامي سان صانز - Danse macabre [1]
- صامويل باربر - أداجيو الوتريات [1][4][5]
- Nirvana - Smells Like Teen Spirit [1]
- Doves - Here It Comes [1]
- Radiohead - The National Anthem [1]
- Led Zeppelin - Babe I'm Gonna Leave You [1]
- Pink Floyd - Another Brick in the Wall Part.1Pink Floyd [4]
- موريس رافيل - Pavane pour une infante défunte [4]
- The Strokes - Heart in a Cage [4]
- Nick Drake - One of These Things First [5]
- فريدريك شوبان - Berceuse Op. 57 [5]
- The Beatles - Blackbird [5]
- بيتر إليتش تشايكوفسكي - افتتاحية 1812 [5]
- Radiohead - Idioteque [5]
- Led Zeppelin - Whole Lotta Love
- ولفغانغ أماديوس موزارت - قداس الموت
- Lou Reed - Perfect Day
- غوستاف مالر - Symphony No. 5
- إيدفارد جريج - Peer Gynt
- Led Zeppelin - Dazed and Confused
- Radiohead - No Surprises
- The Doors - The EndThe Doors
- بيتر إليتش تشايكوفسكي - Marche slave
- Led Zeppelin - Heartbreaker
- Damien Rice - Cold Water
- The White Stripes - Dead Leaves and the Dirty Ground
- Coldplay - A Rush of Blood to the Head
- Radiohead - Everything in Its Right Place
- 22-20s - Devil in Me
- The White Stripes - Seven Nation Army

## روابط خارجية
- الإخوة كارامازوف على موقع IMDb (الإنجليزية)
- الإخوة كارامازوف على موقع كينوبويسك (الروسية)
- الإخوة كارامازوف على موقع قاعدة بيانات الفيلم (الإنجليزية)